# Колд Спринг (округ Туолуми, Калифорнија)
Колд Спринг (енгл. Cold Springs, Tuolumne County) насељено је место без административног статуса у америчкој савезној држави Калифорнија.

## Демографија
По попису из 2010. године број становника је 181.
| Група             | 2000.    | 2010.       |
| Белци             | 0 (0,0%) | 172 (95,0%) |
| Афроамериканци    | 0 (0,0%) | 1 (0,6%)    |
| Азијати           | 0 (0,0%) | 1 (0,6%)    |
| Хиспаноамериканци | 0 (0,0%) | 4 (2,2%)    |
| Укупно            | 0        | 181         |